# Ген, Николай Леонидович
Николай Леонидович Ген (род. 29 апреля 1958, посёлок Подтыбок, Корткеросский район, Коми АССР, РСФСР, СССР) — сотрудник прокуратуры СССР, советский и российский юрист, политик, народный депутат РФ, член Президиума Верховного Совета РФ, депутат Государственной думы ФС РФ первого созыва.

## Биография
С 1977 по 1979 год проходил срочную службу в Советской армии. В 1981 году получил высшее образование на юридическом факультете Пермского государственного университета.
Работал в Корткеросском районном комитете ВЛКСМ, в городском народном суде Сыктывкара, в Министерстве юстиции Коми АССР. Работал в органах прокуратуры СССР в должности прокурора, старшего следователя по особо важным делам, старшего помощника по особым поручениям прокурора Коми АССР.
В 1990 году был избран народным депутатом Российской Федерации. Был членом Президиума Верховного Совета РФ, председателем комитета по федеральным и межнациональным отношениям, секретарём комитета по законодательству, заместителем председателя комиссии по национально-государственному устройству Верховного совета РФ.
В 1993 году избран депутатом Государственной думы Федерального собрания Российской Федерации первого созыва от Сыктывкарского одномандатного избирательного округа № 18 (Республика Коми), был членом комитета Государственной думы по делам национальностей.

## Семья
Женат, имеет троих детей.